# Peter Buell Porter

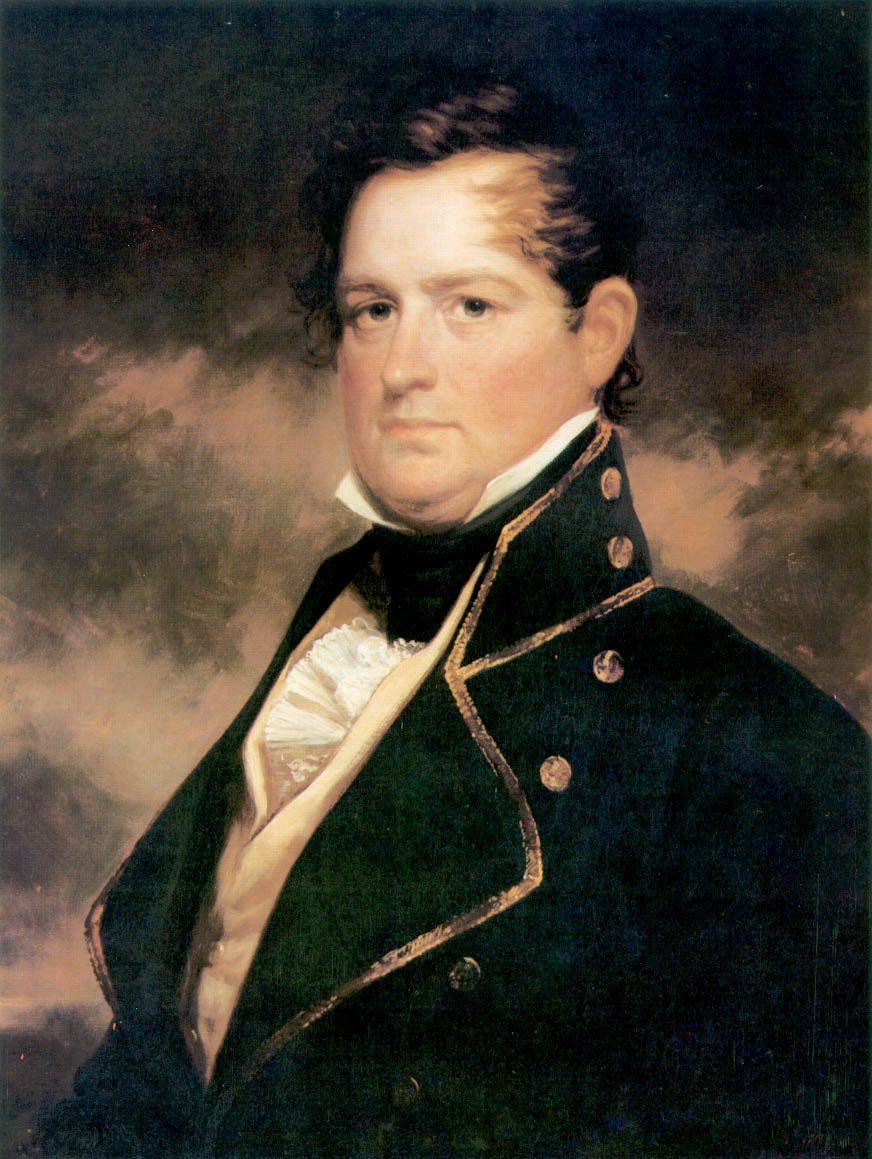
Peter Buell Porter, Gemälde von Daniel Huntington (1873)

Peter Buell Porter (* 14. August 1773 in Salisbury, Litchfield County, Colony of Connecticut; † 20. März 1844 in Niagara Falls, New York) war ein US-amerikanischer Politiker, General und Kriegsminister.

## Biografie
Peter Buell Porter besuchte die Yale University und studierte die Rechtswissenschaften. Er ließ sich im Bundesstaat New York nieder, wo er zunächst in Canandaigua, später in Black Rock lebte und arbeitete teils in der Staatsverwaltung, teils in einem Unternehmen, das auf den Transport von Gütern auf dem Niagara River spezialisiert war. 1809 wurde Porter als Mitglied der Demokratisch-Republikanischen Partei ins Repräsentantenhaus der Vereinigten Staaten gewählt und gehörte dort zusammen mit Henry Clay zu den führenden Vertretern der sog. „war hawks“, die einen Krieg zur Eroberung Britisch-Kanadas befürworteten. Gleichzeitig erkannte Porter jedoch auch die Versäumnisse der Regierung von Präsident James Madison in der Kriegsvorbereitung und den schlechten Zustand der US Army, konnte sich mit seinen Verbesserungsvorschlägen aber nicht durchsetzen.
Nach Ausbruch des Krieges von 1812 mit Großbritannien war Porter zunächst von Mai bis Oktober 1812 Generalquartiermeisters der Miliz von New York und erhielt dann ein Feldkommando als Brigadegeneral in der „Army of the Center“ unter dem Kommando von Generalmajor Alexander Smyth. Als solcher nahm er an Smyths erfolglosen Operationen am Niagara River teil, die mit der Schlacht am Frenchman’s Creek in einem peinlichen Debakel kulminierten, und äußerte scharfe Kritik an Smyth, den er öffentlich als Feigling bezeichnete. Da Smyth mit dem Vorwurf konterte, Porter habe den Krieg lediglich gewollt, um sich mit Lieferverträgen der US Army persönlich zu bereichern, kam es zu einem Duell beider, das jedoch unblutig verlief. Porter stellte eine Milizbrigade auf, zu der auch Indianer gehörten, und nahm mit dieser 1814 unter Generalmajor Jacob Brown und Brigadegeneral Winfield Scott an der Invasion Kanadas, an den Schlachten von Chippewa und Lundy’s Lane sowie an der Verteidigung von Fort Erie teil. Der Kongress verlieh ihm für seine Leistungen in diesen Gefechten eine goldene Medaille.
Von 1814 bis 1816 war er erneut im Kongress und gehörte von 1816 bis 1822 zur Grenzkommission mit Kanada, deren Einrichtung durch den Frieden von Gent vereinbart worden war. 1816/1817 hatte er das Amt des Secretary of State von New York inne und kandidierte 1817 bei der Wahl zum Gouverneur, unterlag hierbei aber DeWitt Clinton. Präsident John Quincy Adams berief ihn 1828 als Kriegsminister in sein Kabinett, Porter hatte das Amt aber nur bis 1829 inne. Nach seinem Ausscheiden zog er sich ins Privatleben zurück und starb am 20. März 1844 in Niagara Falls.